# Dialoxa
Dialoxa là một chi bướm đêm thuộc họ Erebidae.